# Pittura fiamminga

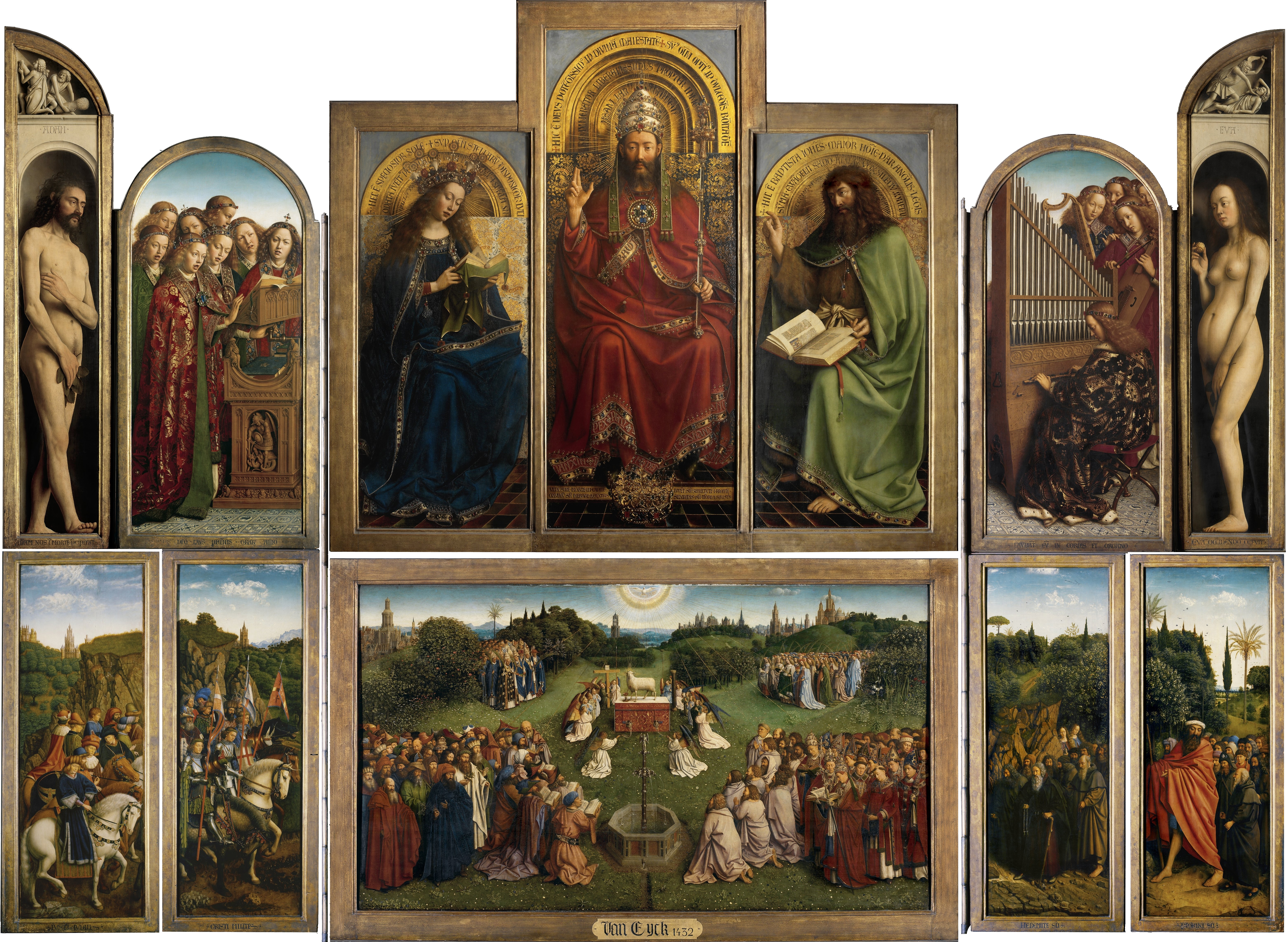
Hubert e Jan van Eyck
Polittico di Gand (1426-1432 circa)
Cattedrale di San Bavone, Gand

La pittura fiamminga è una scuola pittorica nata nel Quattrocento nelle ricche Fiandre grazie a Jan van Eyck, caratterizzata in particolare dall'uso dei colori ad olio e da una grande attenzione alla resa dei dettagli.

## Definizione
La locuzione pittura fiamminga è utilizzata, in italiano come in altre lingue, in maniera a rigore impropria ancorché consolidata (Max Friedländer), in quanto con essa, per ciò che concerne la produzione artistica del XV e XVI secolo, si fa riferimento alla pittura dell'intera regione dei Paesi Bassi (all'incirca gli attuali territori del Belgio e dei Paesi Bassi), regione molto più vasta delle Fiandre e in senso proprio. Quest'uso è dovuto al fatto che nella fase iniziale di questo fenomeno storico-artistico i centri di maggior propulsione culturale erano collocati nelle Fiandre: Bruges, Gand e Anversa. In queste città operarono molti dei pittori più rappresentativi della pittura dei Paesi Bassi, non necessariamente, però, fiamminghi di nascita e formazione, annoverandosi tra i capiscuola di questa corrente anche pittori provenienti da altre regioni dell'area nederlandese o addirittura da altre nazioni.
In ogni caso, se con riferimento ai secoli XV e XVI, è possibile utilizzare tale locuzione per indicare sostanzialmente tutta la pittura dei Paesi Bassi, in seguito alla formazione di un'autonoma entità statuale nelle province del Nord sul finire del XVI secolo (gli attuali Paesi Bassi) questa convenzione terminologica non è più praticabile. Da questo momento in poi è d'obbligo distinguere tra pittura fiamminga e pittura olandese. E ciò non solo e non tanto per puntiglio politico-geografico, quanto piuttosto a causa del fatto che questa separazione porta con sé una netta differenziazione culturale tra il Nord e il Sud dei Paesi Bassi che si riflette naturalmente anche nelle arti figurative. Il Nord, infatti, abbraccia la religione protestante, il Sud resta cattolico. Il Nord dà vita ad una repubblica indipendente e borghese, il Sud rimane un possedimento del Regno di Spagna. Differenze le cui grandi ricadute di carattere storico-artistico rompono la precedente sostanziale unitarietà stilistico-culturale della pittura dei Paesi Bassi, rendendo necessaria una diversificazione anche terminologica per distinguere la pittura del Sud – che continua a definirsi fiamminga anche nel XVII secolo – da quella del Nord, che da questo momento in poi è definita olandese.

## Premesse

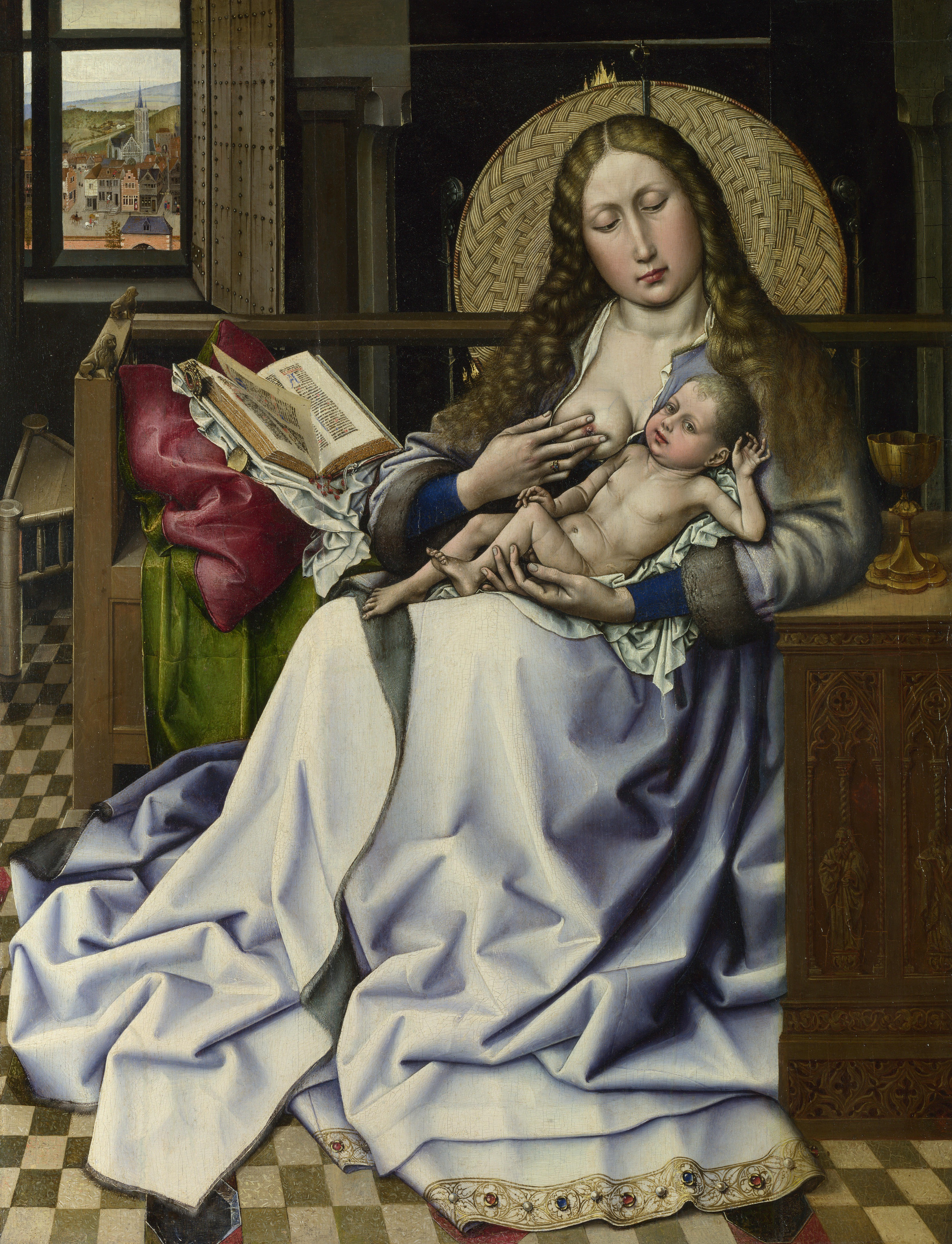
Robert Campin
Madonna col Bambino (1440 circa)
National Gallery, Londra

L'arte del Quattrocento riscoprì il "reale" nell'accezione più vasta ed ebbe come teatro di questa rivoluzione i due mondi paralleli della Firenze di Masaccio e delle Fiandre di Van Eyck e altri maestri. Il Quattrocento fiammingo può quindi considerarsi, assieme al Rinascimento fiorentino, un punto di riferimento culturale per tutta l'Europa dell'epoca.
Con paesi fiamminghi si intendeva all'epoca un'area più vasta dell'attuale Fiandra, arrivando a comprendere l'Artois, il Brabante, l'Hainaut, il Limburgo e, più a nord, Olanda e Zelanda. Questa vasta e popolosa zona godette, dall'inizio del XV secolo, di una rinnovata prosperità, con attività manifatturiere fiorenti, un commercio fitto con tutta Europa e una relativa stabilità politica e amministrativa. L'annessione al potente Ducato di Borgogna, nel 1384, mantenne grazie a regnanti come Filippo II l'Ardito e Filippo il Buono, un saggio equilibrio tra potere centralizzato e richieste di autonomia locale, senza sacrificare la vitalità economica locale.
La fortunata posizione geografica delle maggiori città fiamminghe (Gand, Bruges, Ypres) stimolò il commercio di transito, che richiedeva una vivace attività finanziaria. A queste richieste di liquidità provvedevano molte banche, spesso straniere, tra cui anche un cospicuo numero di italiane, che spesso aprivano proprie filiali. Ciò ebbe come conseguenza una società ricca, cosmopolita ed interessata culturalmente, che poteva garantire una domanda artistica costante e diversificata. Nelle Fiandre del XV secolo la committenza borghese eguagliò, probabilmente per la prima volta, quella aristocratica, sebbene la vita culturale più importante avesse luogo a corte, soprattutto dopo lo spostamento della sede ducale da Digione a Bruxelles voluta da Filippo il Buono nel 1419.
In relazione alle vicende dello Scisma d'Occidente, già dalla fine del Trecento, si era sviluppata nella zona e un po' in tutti i paesi nordici una sensibilità religiosa che ricercava un più stretto rapporto tra Dio e l'uomo, che arrivava a incoraggiare un'identificazione con la divinità, in particolare riguardo alla compartecipazione delle sue sofferenze, siano queste la Passione di Cristo o i dolori di Maria. L'aspetto "privato" della religione era legato a una diffusione dei libri di preghiera per i fedeli e delle immagini devozionali. Questa diversa spiritualità, non certo vista di buon occhio in Italia, fu una delle ragioni che spinsero gli artisti a una ricerca figurativa più realistica ed attenta ai dettagli più minuti e precisi della vita quotidiana. Inoltre dovette avere peso anche la filosofia nominalistica, che sostiene come la sostanza del reale ci pervenga dalla percezione dei singoli oggetti fisici.
In questo ambiente nacque e si sviluppò la nuova pittura di Jan van Eyck. Una differenza col mondo delle corti italiane e in particolare fiorentino, fu che nelle Fiandre i pittori non erano sostenuti da un'adeguata consapevolezza critica da parte degli intellettuali, privi di quello stimolo di una dialettica e riflessione feconda.

## Caratteristiche

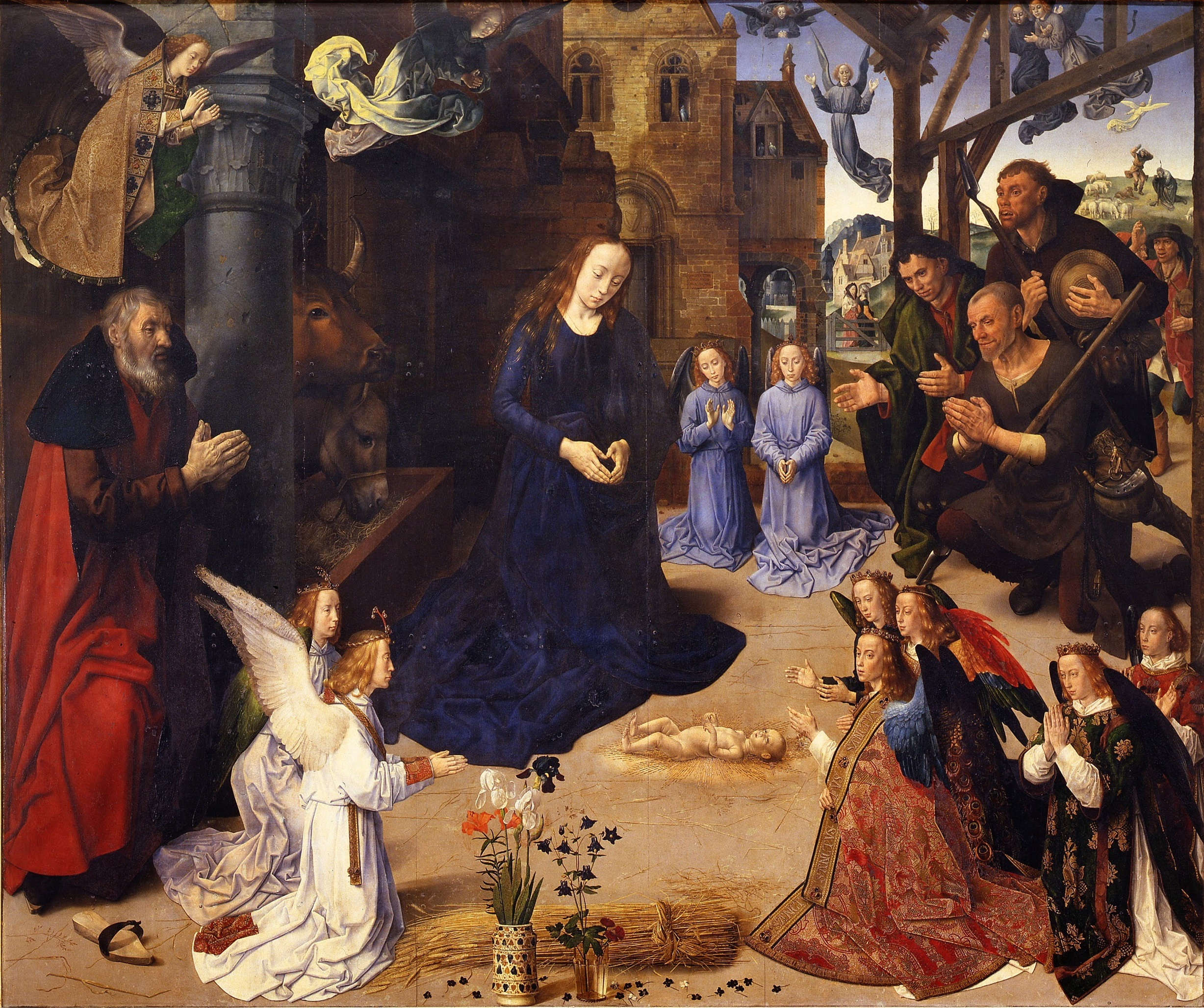
Hugo van der Goes
Adorazione del Bambino, (pannello centrale del Trittico Portinari) (1476-1478)
Uffizi, Firenze

Le caratteristiche principali dell'arte fiamminga sono:
- Uso dei colori ad olio
- Spazialità unificata tramite la luce
- Visione particolareggiata della realtà
- Gusto per il miniaturismo
- Ritratti con posa di tre quarti

### Tecnica
I colori a olio, già conosciuti dall'antichità e utilizzati sicuramente nel Basso Medioevo, avevano alcuni difetti poiché asciugavano male rimanendo a lungo appiccicosi; inoltre le vernici utilizzate alteravano la cromia desiderata scurendo o sbiadendo. 
I fiamminghi nel XV secolo perfezionarono e svilupparono la tecnica della pittura ad olio ponendo rimedio a questi e ad altri inconvenienti. Al contrario della tempera che asciugava rapidamente e permetteva di effettuare sfumature e passaggi di toni solo con molta difficoltà, i colori nel nuovo legante oleoso si lasciavano sfumare uno nell'altro più facilmente, rendendo possibile il procedere per successive velature, cioè per strati di colore più o meno trasparenti, che rendevano il dipinto brillante e lucido permettendo di definire la diversa consistenza delle superfici fin nei più minuti particolari. Le pitture così realizzate inoltre non abbisognavano più di essere verniciate come in passato.
L'uso del legante oleoso non può però spiegare da solo la rinascita artistica fiamminga legata alla resa della luce ed al suo manifestarsi sulle più diverse superfici, certi esiti si riscontrano infatti anche in opere prodotte con tecniche diverse, come ad esempio le miniature. Gli studi condotti durante il restauro del Polittico dell'Agnello mistico e di molte altre opere del periodo hanno permesso di chiarire solo in parte le circostanze tecniche con cui le migliori opere fiamminghe vennero prodotte. Il procedimento si può grosso modo riassumere così: il pittore tracciava innanzitutto sull'imprimitura bianca un disegno sommario e suscettibile di variazioni seguito da un abbozzo del modellato; su di esso stendeva poi una tinta di base (detta mestica) che rappresentava il colore medio delle tinte, sulla quale iniziava a lavorare il chiaroscuro; ogni figura veniva quindi ripresa con strati successivi di velature lievemente chiaroscurate, in numero e spessore assai variabili a seconda degli effetti desiderati.
Da registrare la sostanziale assenza nella pittura fiamminga di affreschi, tecnica che pure tanta parte ha avuto nella storia della pittura europea. 
Questo fatto è spiegato in primo luogo con la circostanza che molti dei caratteri costitutivi della pittura fiamminga sono intrinsecamente connessi alla pittura ad olio e sono difficilmente riproducibili nella pittura ad affresco. Altra causa di questo fenomeno sta probabilmente nella consuetudine di affidare, in quell'era, la decorazione parietale agli arazzi piuttosto che a pitture ed infatti nelle Fiandre si eccelse in questa pratica, non solo per la parte strettamente tessile, ma anche nella stesura dei cartoni preparatori. Molti dei maggiori artisti di area nederlandese affiancavano abitualmente alla pittura di cavalletto la preparazione di cartoni d'arazzo. Sia pure eccezionali tuttavia non mancano buone prove di artisti fiamminghi nella tecnica ad affresco: ne costituisce un esempio Michael Coxcie che nella chiesa romana di Santa Maria dell'Anima affrescò due cappelle (delle quali una sola si è conservata) con dipinti che la critica antica e moderna ha giudicato di buona fattura.

### Spazialità e luce

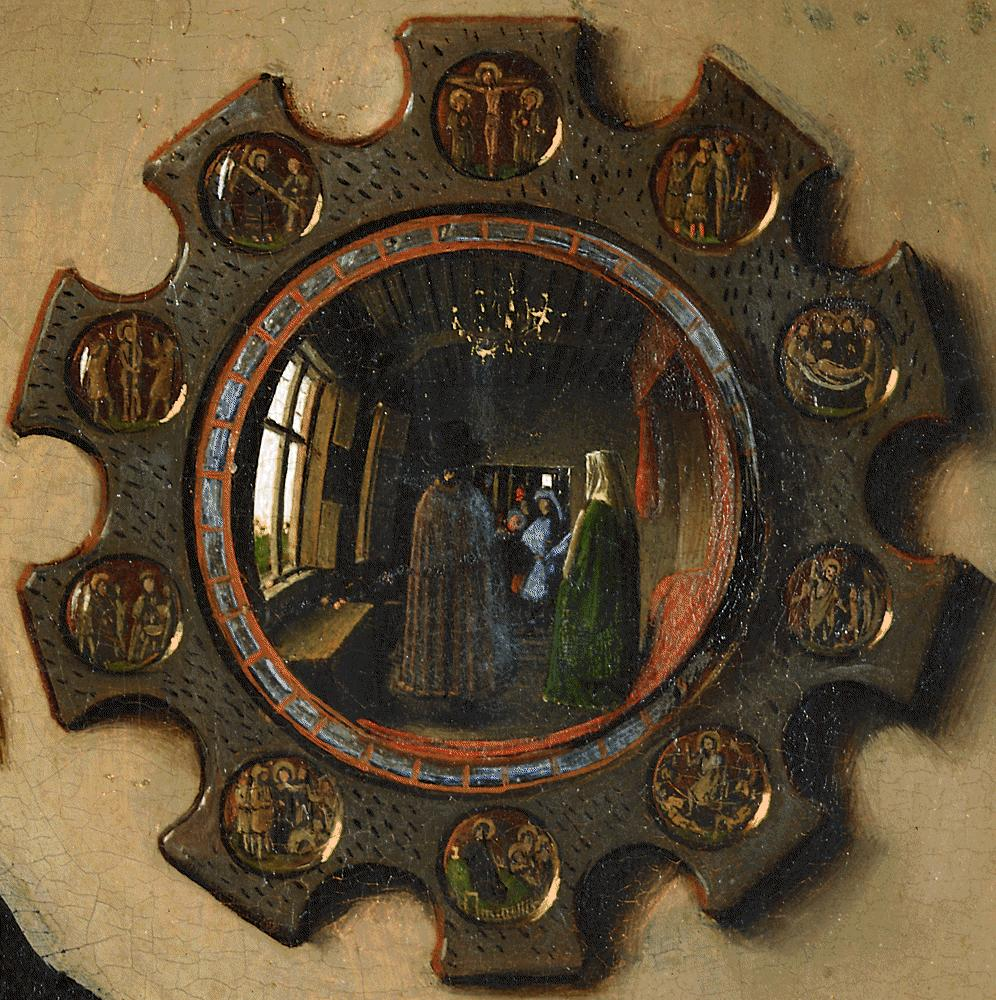
Lo specchio nel Ritratto dei coniugi Arnolfini (1434)

In maniera analoga ai pittori toscani contemporanei, anche i fiamminghi svilupparono un interesse verso la realtà e la rappresentazione naturalistica. Anche in questo caso le ricerche si mossero a partire dai canoni dell'arte tardogotica, e ben presto i fiamminghi, in particolare Van Eyck, seppero arrivare a una completa integrazione tra figure e paesaggio, dove la luce è l'elemento che unifica tutta la scena, delineando con incisività scrupolosa tanto le figure principali quanto i singoli oggetti di corredo. Andava così perdendo di interesse la spazialità sospesa e astratta delle raffigurazioni tardogotiche, dove tutto concorreva a dare un'apparenza da favola o da balletto ben architettato.
Lo spazio dei fiamminghi è molto diverso anche dallo spazio degli italiani, improntato alla prospettiva lineare centrica. Gli italiani usavano infatti un unico punto di fuga posto al centro dell'orizzonte, dove tutto è perfettamente strutturato ordinatamente, con rapporti precisi tra le figure e un'unica fonte di luce che definisce le ombre. Secondo questa impostazione lo spettatore resta tagliato fuori dalla scena e ne ha una visione completa e chiara.
Per i fiamminghi invece lo spettatore è incluso illusoriamente nello spazio della rappresentazione, tramite alcuni accorgimenti quali l'uso di più punti di fuga (tre, quattro) o di una linea dell'orizzonte alta, che fa sembrare l'ambiente "avvolgente" o in procinto di rovesciarsi su chi guarda. Lo spazio è quindi tutt'altro che chiuso e finito, anzi spesso si aprono finestre che fanno intravedere un paesaggio lontano, o, come nel celebre Ritratto dei coniugi Arnolfini di Jan van Eyck, possono essere addirittura presenti specchi che raddoppiano l'ambiente, mostrando le spalle dei protagonisti.
La luce dei fiamminghi inoltre non è selettiva, cioè illumina con la stessa attenzione l'infinitamente piccolo e l'infinitamente grande e facendo da medium per unificare tutta la rappresentazione. Vengono sfruttate più fonti luminose, che moltiplicano le ombre e i riflessi, permettendo di definire acutamente le diverse superfici: dal panno alla pelliccia, dal legno al metallo, ciascun materiale mostra una reazione specifica ai raggi luminosi (il "lustro").

### La figura umana e il simbolismo

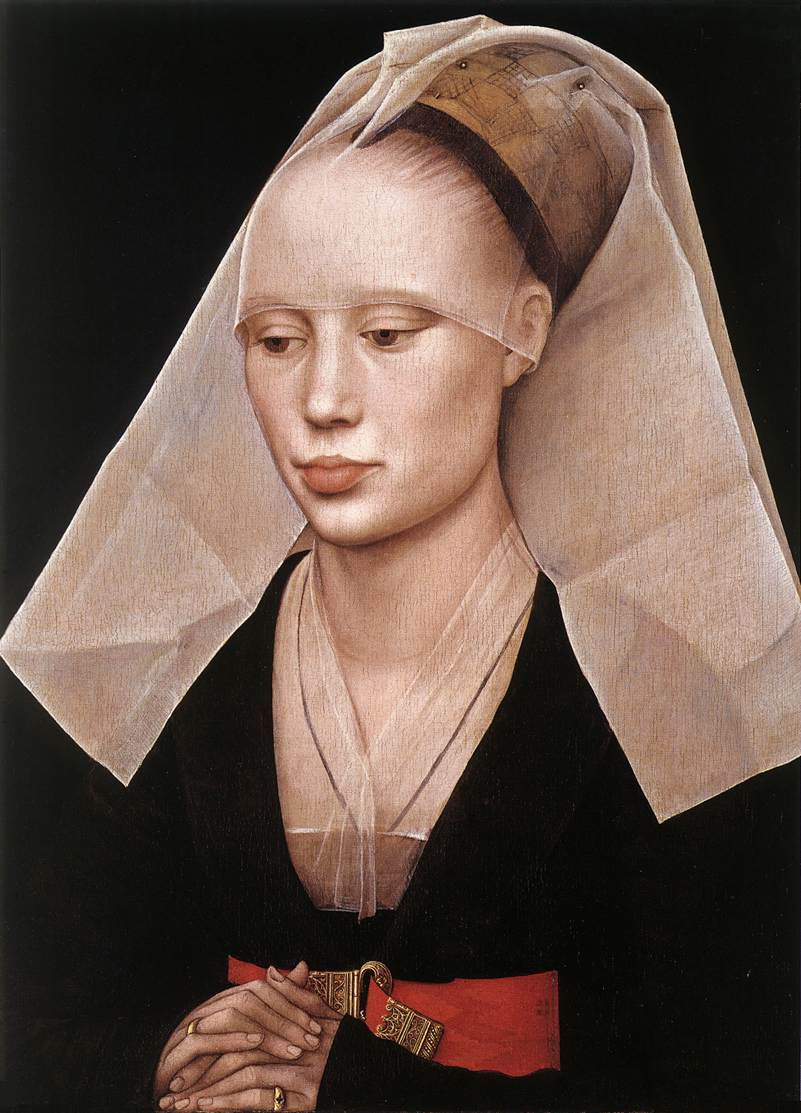
Rogier van der Weyden
Ritratto di giovane donna (1460 circa)
National Gallery of Art, Washington

In una visione tanto attenta al dettaglio ed ai più svariati oggetti, l'uomo non può essere il centro del mondo, come teorizzavano gli umanisti, anzi è solo una parte del ricchissimo Universo, dove non tutto è riconducibile al principio ordinatore della razionalità. Se da una parte i gesti e le azioni dell'uomo non hanno quella forza culturale di fare "storia", dall'altra i singoli oggetti acquistano importanza nella raffigurazione, ottenendo una forte valenza simbolica che può essere letta su vari strati.
Ad esempio, sempre nel Ritratto dei coniugi Arnolfini, sono presenti numerosi dettagli che non solo valgono per la loro bellezza in sé, ma sottintendono a vari significati, in questo caso legati alla cerimonia matrimoniale: il cagnolino, simbolo di fedeltà, le candele, simbolo della candela nuziale che a volte compaiono nelle Annunciazioni, la verga appesa a destra, simbolo di verginità (gioco di parole Virgo-virga), ecc. Lo stesso realismo del dipinto e l'inconsueta firma del pittore ("Johannes de Eyck fuit hic") sono da intendere come una testimonianza dell'avvenuto matrimonio che si sostituisce alla realtà, quasi come un documento ufficiale che garantisca l'avvenuto giuramento dei coniugi alla presenza di testimoni tra cui lo stesso pittore, ritratto nello specchio mentre entra con l'altro testimone.
La ricchezza di tanti significati intellettuali, assieme al fascino per la rappresentazione elegantissima e particolareggiata, fanno delle opere fiamminghe tra le più amate e studiate di sempre.

### Ritratto con posa di tre quarti
I fiamminghi, inoltre, inventarono un altro modo di visualizzare il personaggio: non di profilo, non frontale, ma a tre quarti, appunto. Questo cambiamento nella rappresentazione del punto di vista, permette all'osservatore di cogliere maggiori informazioni della fisionomia di uno stesso volto. Adesso la posa del volto è a tre quarti, girato quindi a sinistra o destra guardando un punto vuoto.

### Agnelli
All'interno dell'arte fiamminga si nota una particolare attenzione per soggetti simbolico-naturalistici, nello specifico agnelli: la rappresentazione più celebre è certamente quella del Polittico dell'Agnello Mistico di Jan van Eyck, ma si ritrova anche in opere di Robert Campin, come il "San Giovanni Battista e il francescano Heinrich von Werl".

## I Primitivi fiamminghi

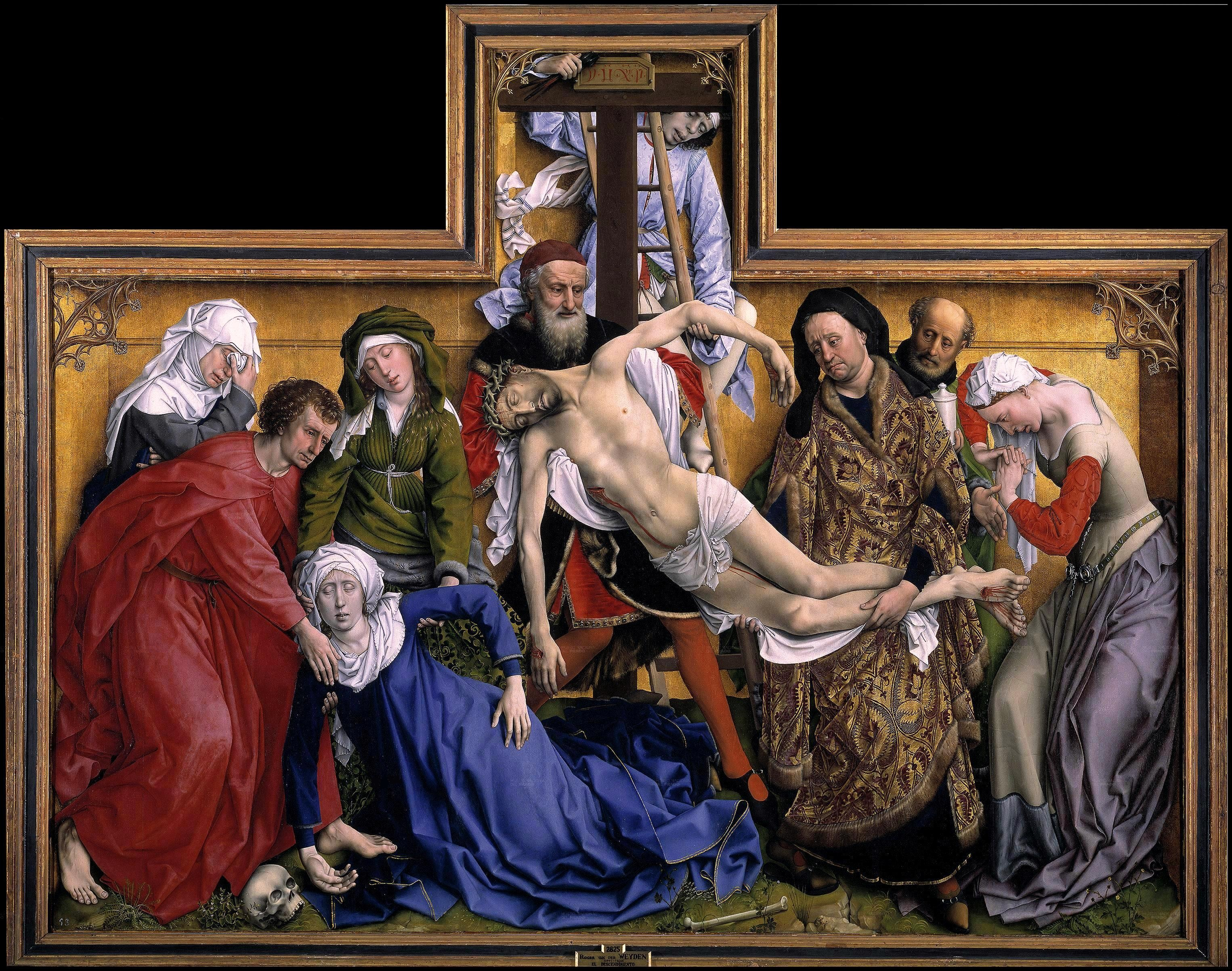
Rogier van der Weyden
Deposizione, 1433-1435
Museo del Prado, Madrid

Il primo periodo del secolo XV, viene denominato "scuola dei Primitivi fiamminghi". I rappresentanti di questa scuola normalmente dipingevano quadri a tema religioso sviluppando pure interesse per i ritratti e, negli sfondi, per i paesaggi. Utilizzando la tecnica ad olio, questi pittori misero a punto uno stile caratterizzato dalla minuziosità, dal diletto nella riproduzione di oggetti, dal naturalismo e dall'amore per il paesaggio.
La prima generazione dell'arte fiamminga è legata ai tre grandi maestri Jan van Eyck, Rogier van der Weyden e Robert Campin. La seconda generazione, che vede il prosperare di centri come Bruges e Bruxelles, è legata essenzialmente ai nomi di Petrus Christus e Dieric Bouts, oltre a un cospicuo numero di artisti anonimi o di minor spicco. L'ultima generazione, ormai negli ultimi decenni del Quattrocento, vede una serie di artisti nostalgici, che cristallizzano il proprio stile nonostante i tempi burrascosi, tra cui spiccano Hans Memling e Hugo van der Goes.
Assai discussa è l'origine di questo capitale fenomeno pittorico: alcuni storici dell'arte ritengono che esista una linea di continuità tra l'arte tardo-gotica, che allora dominava l'area nordeuropea, Paesi Bassi compresi, e la pittura fiamminga primitiva: la riscoperta di un dimenticato maestro quale Melchior Broederlam, nella cui opera vi è chi coglie delle avvisaglie della prossima rivoluzione vaneyckiana, è ritenuta significativo argomento in questo senso.
Altri ne individuano quale fonte di incubazione la raffinata miniatura che, tra la fine del Trecento e l'inizio del Quattrocento, ebbe grande diffusione nell'area parigina e in Borgogna (di cui allora anche le Fiandre erano parte), ipotesi che trova suggestivo appiglio nel fatto che Jan van Eyck si è cimentato in quest'arte e si ipotizza che proprio come miniatore abbia iniziato la sua carriera. Altri autori, infine, come Federico Zeri, sono giunti alla conclusione che la pittura fiamminga sia stata creata da Van Eyck allo stesso modo in cui "Minerva è nata dalla testa di Giove", cioè in soluzione di continuità con il passato e praticamente già completa di tutti i suoi elementi costitutivi.
Rilevante è stata l'influenza che la primitiva pittura fiamminga ha avuto sul resto della pittura europea. Innanzitutto sul piano tecnico: quasi ovunque la pittura a olio sostituì come tecnica dominante la precedente pittura a tempera. Ma anche sul piano stilistico ampia parte dell'arte europea si mostrò sensibile alla nuova pittura fiamminga, sia pure con intensità diverse. In Spagna si registrò la pressoché integrale ricezione del modello fiammingo (e difatti per definire la pittura iberica del tardo Quattrocento si usa parlare di pittura ispano-fiamminga). In Germania alcuni maestri dei Paesi Bassi, specie di area olandese e su tutti Geertgen tot Sint Jans, sono ritenuti una fonte il cui influsso è avvertibile nella pittura dei maestri del rinascimento tedesco, Dürer compreso. Anche in Italia, infine, non mancano innesti di derivazione fiamminga nella tradizione rinascimentale: la sensibilità luministica di Piero della Francesca, l'opera di Antonello da Messina, in particolare i suoi ritratti, e alcuni aspetti della pittura di Leonardo (il suo sfumato, i suoi paesaggi) ne sono alcuni degli esempi più visibili e noti.

## Il pieno Rinascimento

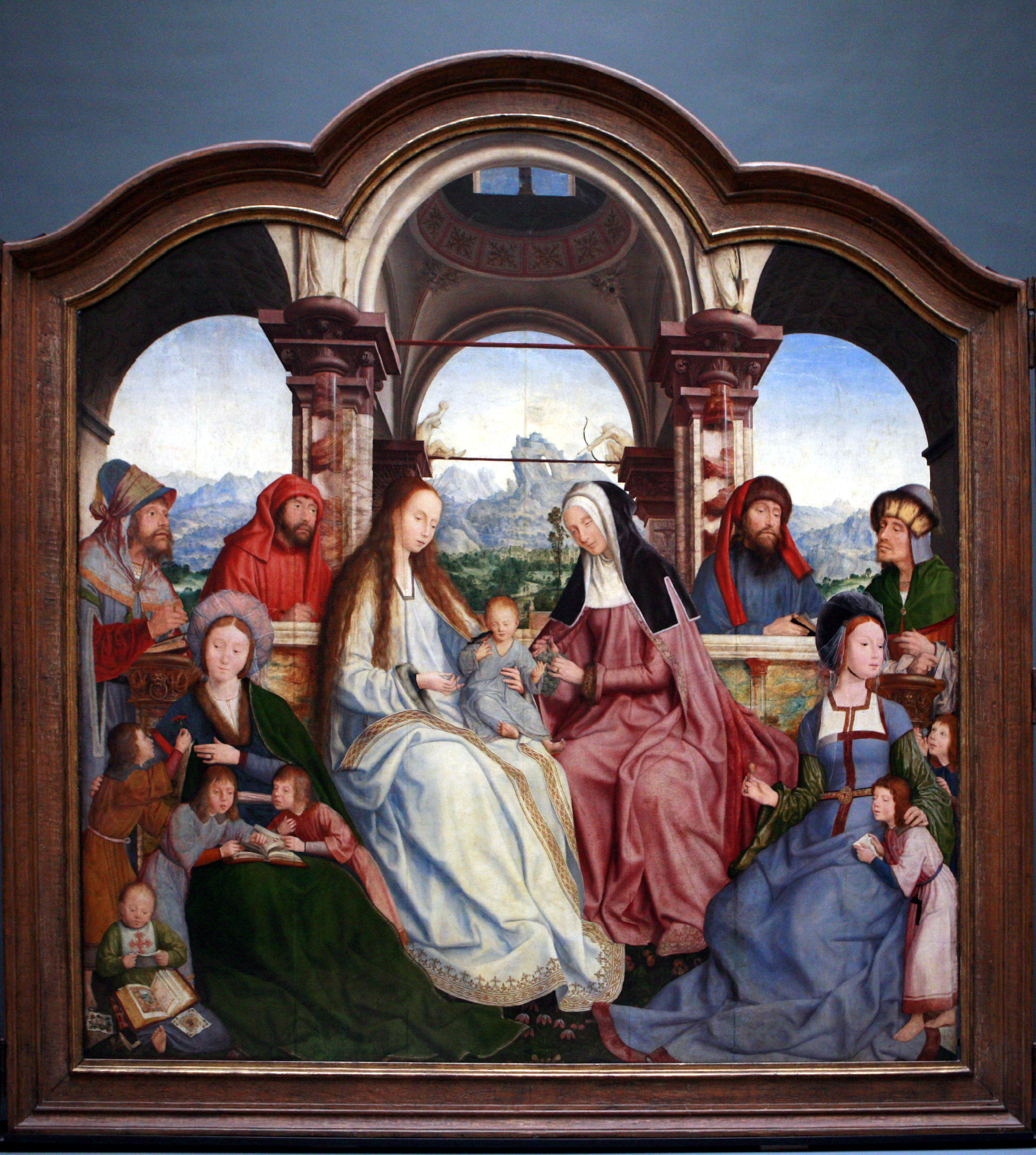
Quinten Massys, Parte centrale del Trittico della confraternita di Sant'Anna a Lovanio, (1507-1509)
Musées Royaux des Beaux-Arts de Belgique, Bruxelles

Tra la fine del XV e l'inizio del XVI secolo l'area nederlandese, che proprio in seguito alla Riforma protestante iniziò a distinguersi tra la parte cattolica a sud (futuro Belgio) e quella protestante a nord (futuri Paesi Bassi), era ancora attraversata da una straordinaria ricchezza economica e culturale, ma mentre alcuni centri si avviavano al declino, come Bruges e Gand, altri sorsero come nuove città cosmopolite, quali soprattutto Anversa, mentre altri ancora confermarono la loro importanza, come Bruxelles. Anversa più che mai assunse un ruolo guida nello sviluppo della pittura: dapprima con il fenomeno definito da Max Friedländer manierismo anversese (e che poco ha a che fare con il manierismo propriamente detto) - rimarchevole forse più per l'ampia diffusione, anche fuori dei Paesi Bassi, che ebbero le opere dei suoi esponenti (tra i migliori è menzionabile il Maestro di Francoforte) che per il livello qualitativo della produzione artistica - e poi come principale fucina di molti dei più grandi pittori fiamminghi del XVI secolo.
In questo periodo si registrò un'influenza più che mai forte dell'arte e della cultura italiana, che portò all'umanesimo nordico di Erasmo da Rotterdam e alla creazione di opere d'arte legate all'esempio proveniente dal Sud. 
Veicolo di straordinaria diffusione dello stile italiano furono i cartoni d'arazzo dipinti da maestri italiani e inviati nei Paesi Bassi (soprattutto a Bruxelles) per la tessitura dei panni. Caso paradigmatico di questo fenomeno può essere individuato nella realizzazione degli arazzi destinati ad adornare la Cappella Sistina, avvenuta a Bruxelles tra il 1515 e 1519, basati su cartoni di Raffaello. Karel van Mander, il Vasari dei Paesi Bassi, testimonia del grande impatto che ebbero questi cartoni sull'ambiente artistico locale.
Anche la circolazione di stampe ed incisioni contribuì in modo rilevante alla ricezione del modello subalpino. 
Tra i grandi maestri influenzati dall'arte italiana vi furono Bernard van Orley, Mabuse, Quentin Massys, Luca da Leida e Joos van Cleve. Molti di essi ebbero soggiorni in Italia, anzi il viaggio in Italia divenne elemento tipico del percorso formativo degli esponenti di questa corrente artistica, che di seguito venne definita dei Romanisti. Non rari, inoltre, furono i casi di pittori fiamminghi che si stabilirono pressoché definitivamente in Italia. Tra gli esempi più noti si possono citare i casi Jan van der Straet (italianizzato in Giovanni Stradano) e di Paul Brill.
Ma non tutto il Cinquecento nederlandese può essere letto in chiave italianizzante: altri artisti, infatti, continuarono a trovare ispirazione nella tradizione locale e di altre aree del Nord Europa, arrivando a risultati di estrema originalità, come Hieronymus Bosch e Pieter Brueghel il Vecchio.
Di seguito, a partire dai primi decenni del XVI, secolo l'area fu precocemente interessata dagli sviluppi del manierismo internazionale. Molto apprezzati in quell'epoca furono Frans Floris, Pieter Aertsen, Jan van Scorel, Maerten van Heemskerk e Anthonis Mor.
Nel complesso la posizione iniziale della critica moderna, specie di area belga ed olandese, apprezzò poco la produzione nederlandese del Cinquecento, imputandole una sorta di subalternità all'arte italiana. Fecero eccezione ovviamente Bosch e Brueghel il Vecchio (anche per questo i nomi di questi due artisti sono così più noti al grande pubblico rispetto ai romanisti) e in generale vi fu la tendenza a concepire la pittura cinquecentesca come un intermezzo calante collocato tra due periodi di fulgore: il Quattrocento dei grandi primitivi e il Seicento di Rubens e Rembrandt. Si assiste però negli ultimi decenni ad una revisione di questo giudizio che tende a riconoscere tutto il valore dei pittori che aderirono all'influsso italiano.

## Il Seicento
Tra la fine del XVI secolo e l'Inizio del XVII, con la nascita della repubblica olandese, borghese e protestante, i destini del Nord e del Sud, rimasto quest'ultimo cattolico e spagnolo, si separarono anche in campo artistico.

### La pittura olandese del secolo d'oro

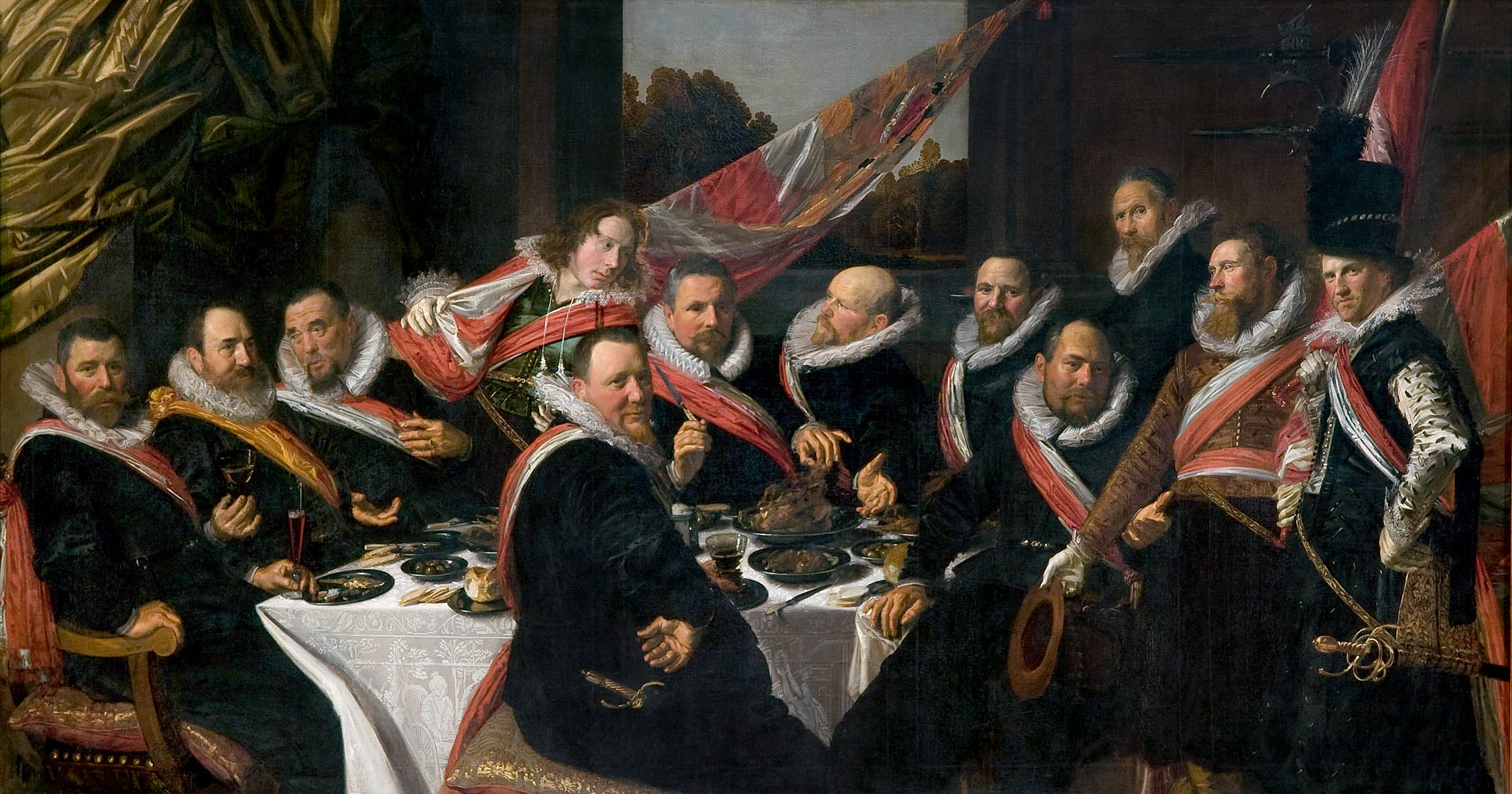
Frans Hals
Banchetto degli ufficiali della Guardia Civica di San Giorgio, 1616
Frans Hals Museum, Haarlem

In Olanda si aprì la straordinaria stagione del Secolo d'oro, dominato da artisti di universale valore quali Rembrandt e Vermeer. Artisti che dettero forma ai valori di una società mercantile e riformata sul piano religioso: l'arte sacra perse importanza e nella maggior parte dei casi è costituita da quadri di piccolo formato destinati alla devozione privata. Nelle chiese protestanti, infatti, non c'era posto per i grandiosi altari tipici dell'arte fiamminga. Alla scomparsa della committenza ecclesiastica si associò il venir meno di una committenza di corte o aristocratica. Il fruitore della pittura olandese era il fiorente ceto borghese: la pittura di genere, che raffigura le scene di vita quotidiana della borghesia olandese acquisì una grandissima rilevanza: si pensi agli interni domestici di Vermeer e di Pieter de Hooch o alle raffigurazioni di attività di tipicamente borghesi come le celeberrime lezioni di anatomia di Rembrandt.
Allo stesso modo molta fortuna incontrò la natura morta. Naturalmente rimase in auge il ritratto, ma anche in questo caso vi è stata una nuova coniugazione del genere, coerente ai nuovi valori della società olandese. Rari furono i ritratti a figura intera su tele di grande formato, come era tipico invece del ritratto aristocratico. Il grande formato viceversa venne riservato al ritratto di gruppo, altro elemento tipico della pittura olandese, ove le corporazioni cittadine danno forma a tutta la loro ricchezza e fierezza. Occasione tipica del ritratto di gruppo olandese è costituita dal banchetto di congedo dei capi delle guardie civiche cittadine, istituzioni militari e di polizia in cui si riuniva la borghesia olandese dei centri urbani. Specialisti nel ritratto di gruppo sono stati Frans Hals e, di una generazione successiva, Bartholomeus van der Helst.
Il classicismo italiano perse in Olanda la forza condizionante che aveva avuto nel secolo precedente in tutta l'area nederlandese, semmai alcuni artisti olandesi (ma in una certa misura questo fenomeno riguardò anche il Sud) mostrarono grande interesse per le invenzioni di Caravaggio: Dirck van Baburen, Gerard van Honthorst e Matthias Stomer, citandone solo alcuni, sono tra i migliori esempi dell'attrazione esercitata dal caravaggismo su una parte della pittura olandese.

### Il barocco fiammingo

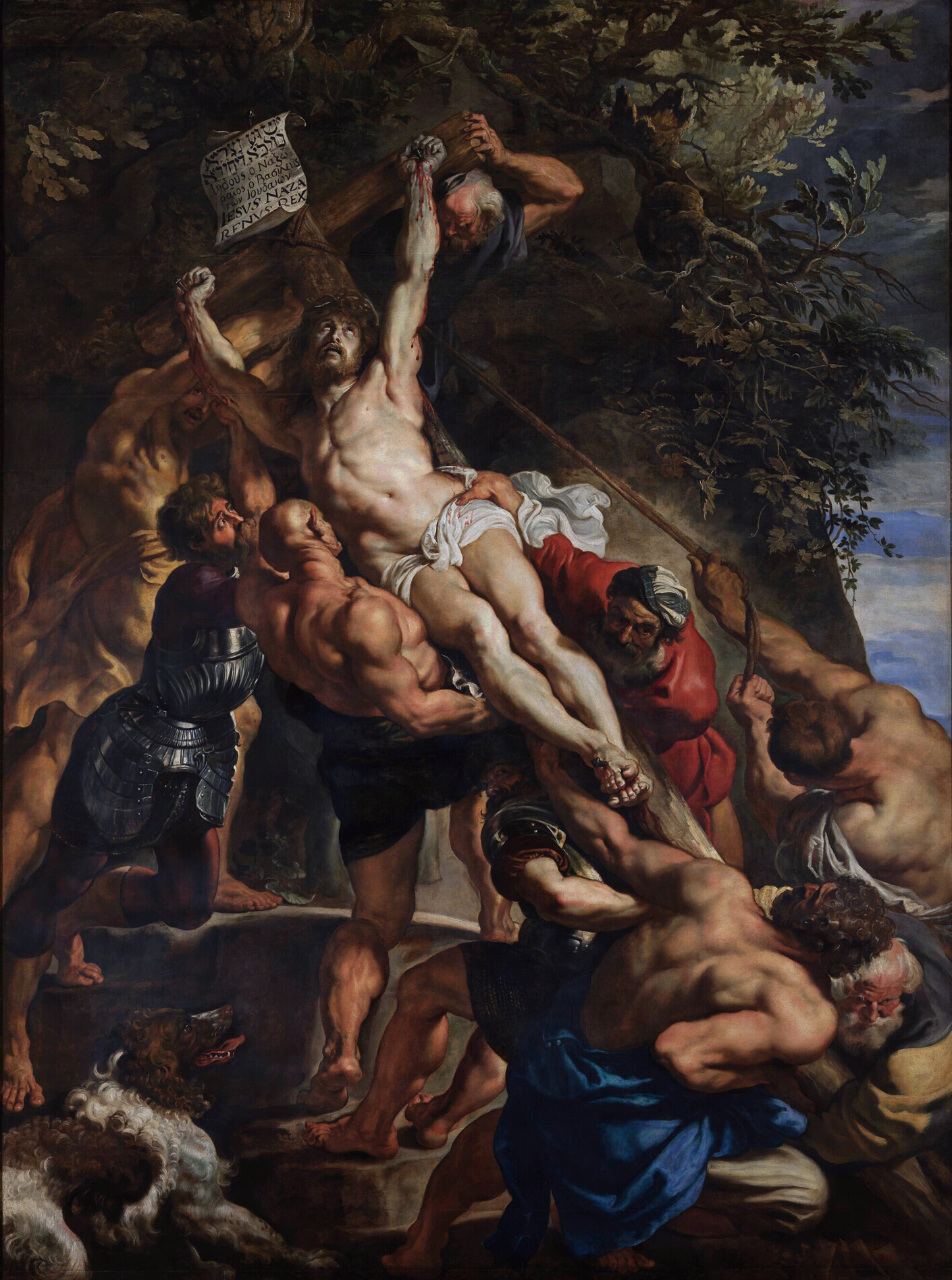
Peter Paul Rubens
Elevazione della Croce, 1610-1611
Cattedrale di Nostra Signora, Anversa

Molto diversa è la situazione nei Paesi Bassi del Sud dove la spinta italianeggiante e classicheggiante trovò nuova linfa con artisti come Rubens, indiscutibile caposcuola del Seicento fiammingo - che in Italia fu tra i primi artisti che contribuirono allo sviluppo di qualcosa di nuovo, la conturbante arte barocca - e del suo principale discepolo Antoon van Dyck.
La Controriforma anche nelle Fiandre pose l'esigenza di dare una rappresentazione ad un tempo didascalica e fragorosa della Chiesa Trionfante e delle verità di fede minacciate dalla Riforma protestante: ecco allora i grandiosi cicli a tema sacro (impensabili in Olanda) come quello, andato perduto, eseguito da Rubens e la sua bottega per la chiesa di San Carlo Borromeo ad Anversa o gli imponenti altari dipinti dallo stesso Rubens e ora collocati nella cattedrale della città sulla Schelda. 
Fiorente continuò ad essere la committenza di corte ed aristocratica, non solo dall'interno delle Fiandre, ma anche, se non soprattutto, dall'esterno. Naturali erano in rapporti con Madrid, ma anche dalla Francia arrivarono commissioni del massimo prestigio: ne scaturiscono imponenti composizioni celebrative (si pensi al Peter Paul Rubens del ciclo di Maria de' Medici) o derivate dalla letteratura e dal mito classici.
Anche nel ritratto le differenze sono evidenti: si pensi ai superlativi ritratti genovesi di Van Dyck, che seppero trasmettere con la massima efficacia il gusto dell'alta aristocrazia europea del secolo barocco.